# Structure profonde et structure de surface
 (juin 2017).
Si vous disposez d'ouvrages ou d'articles de référence ou si vous connaissez des sites web de qualité traitant du thème abordé ici, merci de compléter l'article en donnant les références utiles à sa vérifiabilité et en les liant à la section « Notes et références ».
En grammaire générative, une structure profonde est la structure d'une phrase telle qu'elle est rattachée à des règles fondamentales de la langue. Son opposé, la structure de surface, est une structure de phrase telle qu'elle n'est rattachée qu'à des règles non fondamentales dans la langue.
Cette distinction permet de différencier grammaticalité — qui concerne le respect des règles de structure grammaticale — et acceptabilité — qui concerne la structure profonde. Par exemple, une erreur d'acceptabilité peut venir de la confusion entre que et dont, remettant en cause une partie fondamentale du système de la langue. Si l'on dit c'est l'homme que je t'ai parlé, alors cela entraîne de multiples erreurs dans le sous-système du pronom relatif, qui est très vaste : on devra en effet dire *je t'ai parlé cet homme et *je l'ai parlé. La confusion dont/que entraîne donc des erreurs dans des phrases où il n'y a ni dont ni que : une grande partie du système de la langue est menacée.
En revanche, une erreur de surface, comme la confusion entre à et chez (je vais au coiffeur, je vais chez Paris), n'entraîne que des erreurs isolées, uniquement dans les phrases contenant soit à soit chez.
Ces erreurs ne menacent pas le système de la langue elle-même.

## Origine
Dans les années 1960, le linguiste Noam Chomsky a popularisé les termes « structure profonde » et « structure de surface ». Certains éléments montrent que Chomsky les a empruntés à un linguiste américain, Charles F. Hockett. Hockett les a appelés « grammaire profonde » et « grammaire de surface » dans son œuvre, A Course in Modern Linguistics. Selon Chomsky, la linguistique moderne est limitée à la structure profonde.

## Les «guerres linguistiques»
La structure profonde contient le sens sans contexte. Puis elle devient transformé à la structure de surface[incompréhensible] quand on applique des opérations grammaticales. La forme de surface est considérée comme une phrase grammaticale de la langue. Chomsky pense qu'une phrase correspond à la structure profonde couplée avec la structure de surface. Le sens d'une phrase peut être compris à partir de sa structure profonde seule, d'une combinaison de sa structure profonde et sa structure de surface, ou à partir d'un type plus abstrait de représentation (forme logique). Selon Chomsky, cette troisième représentation est la perspective à préférer. Cependant, dans les années 1960 et 70, beaucoup de linguistes ont préféré la première représentation. Cette querelle, est à l'origine des « guerres linguistiques ».
Au cours des années 1990, Chomsky développe le programme minimaliste, dans lequel la distinction entre structure profonde et structure de surface disparait.

## Les structures
Selon Hockett, la structure de surface est la surface qui apparait au lecteur quand il lit une phrase. Par contre, la structure profonde est la structure sous-jacente qui possède le sens d'une phrase. Par exemple :
1. J'ai vu Michelle hier.
2. Hier, j'ai vu Michelle.
3. Qui as-tu vu hier ?

Dans les [1] et [2], le sens est le même, mais l'ordre des mots est différent : les structures de surface sont différentes mais ces phrases viennent de la même structure profonde. On sait que le locuteur a vu une personne qui s'appelle « Michelle » hier dans tous les cas.
La structure profonde est aussi la même après des transformations interrogatives. Avec [3], on remplace « Michelle » par le mot interrogatif « qui », et on change l'ordre des mots. Alors, les trois phrases ont des syntaxes différentes mais leurs sens restent les mêmes.

## L'ambiguïté
Quand il y a une ambiguïté dans une phrase, elle représente deux phrases avec la même structure de surface, mais les structures profondes sont évidemment différentes. Par exemple :
1. Le policier [a pourchassé le criminel] avec un pistolet.
2. Le policier a pourchassé [le criminel avec un pistolet].

Il est clair que les structures de surface sont les mêmes, selon l'ordre des mots. Pourtant, l'interprétation de la phrase [1] est très différente de celle de la phrase [2]. En [1], on comprend que le policier a lui-même un pistolet et qu'il pourchasse le criminel. En [2], c'est le criminel qui a le pistolet, et le policier pourchasse le criminel.